# Héroes del Silencio
Héroes del Silencio foi uma banda espanhola de rock da cidade de Zaragoza, Aragão.
Era composta por Pedro Andreu (bateria), Juan Valdivia (guitarra), Enrique Bunbury (voz e guitarra), Joaquin Cardiel (baixo) e Alan Boguslavski (guitarra).
Formada nos anos 80, a banda se converteu em um marco para o rock espanhol. Chegaram a se apresentar no Brasil, no festival Monsters of Rock de 1996. Depois de dez anos e diversos álbuns, o grupo se desfez, em 1997. Em 2007, como celebração de vinte anos da formação da banda, organizaram uma turnê exclusiva de dez concertos em diversas cidades do mundo, tais como Guatemala (15/09), Buenos Aires (22/09), Los Angeles (28/09) Cidade do México (2/10, 4/10 e 6/10), Sevilha (20/10), Valência (27/10) e como não podia deixar de ser, Saragoça (10/10 e 12/10).

## Discografia
Álbuns de estúdio
- 1988: El Mar No Cesa
- 1990: Senderos de Traición
- 1993: El Espíritu del Vino
- 1995: Avalancha

EP
- 1987: Héroe de Leyenda

DVDs
- 1989: En Directo
- 1991: Senda '91
- 1996: Parasiempre
- 2007: Tour 2007

Compilações
- 1998: Rarezas
- 1999: Edición del Milenio
- 2000: Canciones 1984-1996
- 2004: Antología Audiovisual
- 2005: El Ruido y la Furia
- 2006: Héroes del Silencio: The Platinum Collection
- 2021: Héroes: Silencio y Rock & Roll